# Gare de Châtel-Guyon
Ne doit pas être confondu avec Gare de Riom - Châtel-Guyon.
La gare de Châtel-Guyon est une ancienne gare ferroviaire française de la ligne de Riom à Châtelguyon, située sur le territoire de la commune de Châtel-Guyon dans le département du Puy-de-Dôme en région Auvergne-Rhône-Alpes. Elle n’est plus exploitée depuis les années 1970.

## Situation ferroviaire
Établie à 440 mètres d'altitude, la gare de Châtel-Guyon est située au point kilométrique (PK) 412,730 de la ligne de Riom à Châtelguyon.

## Histoire

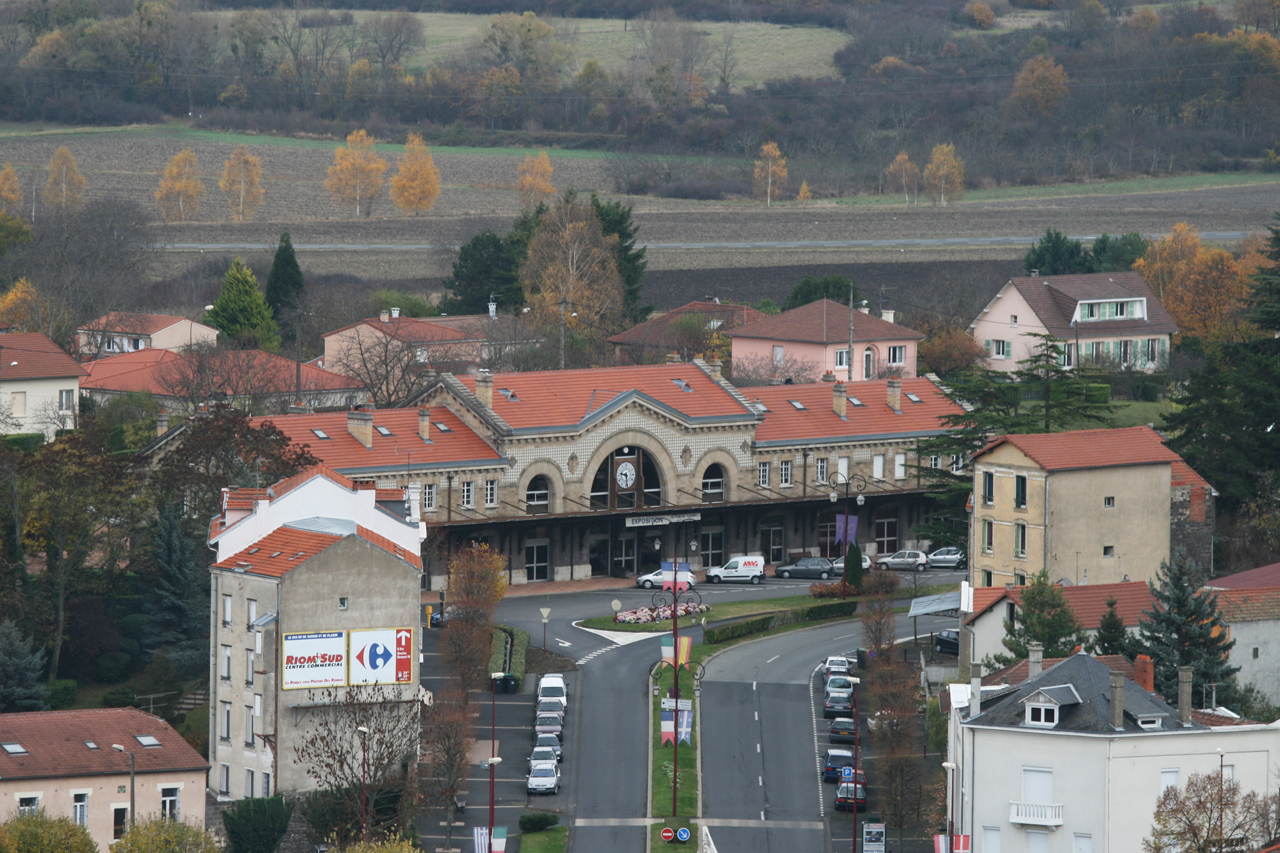
La gare de Châtel-Guyon en novembre 2009.

La construction de la gare est confiée à l'architecte du PLM, Marius Toudoire, qui conçoit un bâtiment-voyageurs (BV) avec une architecture très soignée inspirée des églises romanes d'Auvergne. Il est constitué d'un pavillon central prolongé de chaque côté par une aile sans étage ; chacune des trois parties reçoit une toiture en pavillon. Le bâtiment fait 68,31 m de long ; il est composé de lave de Volvic pour le rez-de-chaussée et de moellons de Bourbon l'Archambault pour le premier étage, la corniche est en pierre dure de Senozan. Il est prolongé côté sud par une salle d'été de 19 mètres de long pour le stockage des bagages. Une marquise métallique de 6,7 m de large court tout le long des deux façades du bâtiment-voyageurs. Le service voyageurs est assuré par deux voies desservies par deux quais de 260 m de long.
La gare comporte également une annexe-traction avec pont-tournant de 17 m et remise double à locomotives, ainsi qu'une halle à marchandises.
Elle a été ouverte à l'exploitation le 10 juillet 1912 et inaugurée le 21 juillet de la même année.
Après la fin du trafic ferroviaire en 1972, les installations ferroviaires ont été rapidement démontées mais tous les bâtiments, à l'exception de la halle, ont été conservés ; le bâtiment-voyageurs est devenu dans les années 1980 le centre culturel de la Mouniaude.

## Service des voyageurs
La gare a été fermée au service voyageurs le 26 septembre 1971. Un bureau de vente SNCF a subsisté jusqu'à la fin des années 1990.

## Service des marchandises
Le service des marchandises et toute activité ferroviaire ont été supprimés en avril 1972.